# 奥村宏
奥村 宏（おくむら ひろし、1930年5月19日 - 2017年8月11日）は、日本の経済学者。
「会社学」を提唱し、企業の株式持ち合いを批判した。

## 経歴
岡山県出身。旧制第六高等学校入学、在学中学制改革により1953年岡山大学法文学部卒（同級生に元検事総長吉永祐介、元通産事務次官小長啓一がいる）。
産経新聞記者、日本証券経済研究所主任研究員勤務を経て、1980年「法人資本主義の構造 日本の株式所有」で大阪市立大学商学博士。
1984年龍谷大学教授、1994年中央大学商学部金融学科教授、2001年定年退任。

## 法人資本主義
日本の産業構造・財閥・企業グループ研究において、大企業の株式所有構造に焦点をあて、企業系列化の形成に伴う、企業間における株式の相互持合を分析し、法人による株式所有に日本型株式会社の特色を、法人資本主義と名づけた。その中で、法人資本主義は、
1. 株式所有の空洞化をもたらしつつ、業績にかかわりのない株高構造を支える、
2. 系列内外を問わず業務提携を支える持合が、企業経営に対する監視機能を喪失し無責任体制を構造化、ひいては、
3. 会社不祥事の続発に歯止めをかけることのできない経営構造を生み出し、
4. 死ぬまで会社にしがみつく「会社本位人間」が成立する前提とすらなっている、

と分析した。

## 著書
- 『三井・三菱・住友』三一新書 1966
- 『外国資本 日本における行動と論理』東洋経済新報社 1969
- 『買占め・乗取り・TOB　株式取得の経済学』（東洋経済新報社）1973 のち現代教養文庫
- 『法人資本主義の構造 日本の株式所有』日本評論社 1975　のち現代教養文庫、岩波現代文庫
- 『日本の六大企業集団』ダイヤモンド社 ダイヤモンド現代選書 1976　のち朝日文庫
- 『企業集団時代の経営者 株式会社はどこへ行く』日本経済新聞社 日経新書 1978
- 『銀行と企業その危険な関係』東洋経済新報社 1978
- 『株価はこうして決まる』（ダイヤモンド社） 1979
- 『三菱-日本を動かす企業集団』ダイヤモンド社 1981
- 『新・日本の六大企業集団』ダイヤモンド社 1983
- 『法人資本主義　「会社本位」の体系』御茶の水書房 1984　のち朝日文庫
- 『日本の株式会社』（東洋経済新報社）1986
- 『株価のからくり』社会思想社 現代教養文庫 1987
- 『三菱 日本を動かす企業集団』社会思想社 現代教養文庫 1987
- 『日本の株式市場　投機時代の株価はこう決まる』（ダイヤモンド社）1988　『株とは何か』朝日文庫
- 『企業買収 M&Aの時代』岩波新書　1990
- 『証券スキャンダル』（岩波ブックレット）1991
- 『会社本位主義は崩れるか』(岩波新書) 1992
- 『解体する「系列」と法人資本主義』社会思想社 1992　のち現代教養文庫
- 『大企業解体のすすめ　さらば法人資本主義』（東洋経済新報社） 1993
- 『日本・株式会社大改造計画　“大企業解体の時代”から「新しい個人主義の時代」へ』徳間書店 1994
- 『会社本位主義「解体の時代」』（社会思想社）1995
- 『法人資本主義の運命　株式会社の「死に至る病」』（東洋経済新報社） 1995
- 『無責任経営「銀行の罪」』講談社 1996
- 『21世紀の企業像』岩波書店 同時代ライブラリー 1997
- 『総会屋スキャンダル 野村証券事件の構図』（岩波ブックレット） 1997
- 『株主総会』(岩波新書) 1998
- 『無責任資本主義』（東洋経済新報社）1998
- 『大企業解体　株式会社が変わる』（ダイヤモンド社）1999
- 『株式会社はどこへ行く　株主資本主義批判』岩波書店 2000
- 『会社とはなにか』岩波ジュニア新書 2001
- 『株式相互持合いをどうするか』（岩波ブックレット）2001
- 『エンロンの衝撃　株式会社の危機』NTT出版 2002
- 『倒産はこわくない』(岩波アクティブ新書) 2002
- 『会社をどう変えるか』ちくま新書 2003
- 『会社はなぜ事件を繰り返すのか　検証・戦後会社史』（NTT出版）2004
- 『判断力』(岩波新書) 2004
- 『会社は誰のものでもない。21世紀の企業のあり方』ビジネス社 2005
- 『三菱とは何か法人資本主義の終焉と「三菱」の行方』太田出版　2005
- 『株式会社に社会的責任はあるか』（岩波書店）2006
- 『株のからくり』平凡社新書 2006
- 『粉飾資本主義　エンロンとライブドア』東洋経済新報社 2006
- 『「まっとうな会社」とは何か　継続可能な会社の条件　奥村宏の集中講義』（太田出版）2006
- 『会社学入門　実学のすすめ』七つ森書館 2007
- 『会社はどこへ行く』NTT出版 2008
- 『世界金融恐慌―1929年世界恐慌が再来するのか?』（七つ森書館）2008
- 『徹底検証日本の三大銀行』七つ森書館 2009
- 『徹底検証日本の五大新聞』七つ森書館 2009
- 『経済学は死んだのか』平凡社新書 2010
- 『徹底検証日本の財界 混迷する経団連の実像』七つ森書館 2010
- 『徹底検証トヨタ』七つ森書館 2011
- 『東電解体 巨大株式会社の終焉』東洋経済新報社 2011
- 『トップの暴走はなぜ止められないのか』東洋経済新報社 2012
- 『パナソニックは終わるのか』東洋経済新報社 2012
- 『会社の哲学 会社を変えるために』東洋経済新報社 2013
- 『徹底検証日本の電力会社』七つ森書館 2014
- 『資本主義という病 ピケティに欠けている株式会社という視点』東洋経済新報社 2015

### 共著
- 『自動車工業』星川順一,松井和夫共著 東洋経済新報社 1965 現代の産業
- 『会社はどこへ』読売新聞大阪政経部共著 講談社 1979
- 『企業事件史 日本的経営のオモテとウラ』佐高信共著 社会思想社 1988　のち現代教養文庫、七つ森書館
- 『揺れる銀行揺れる証券 腐蝕する法人資本主義』佐高信共著 社会思想社 1991　のち現代教養文庫

### 翻訳
- マーク・J.シャー『メインバンク神話の崩壊』監訳 東洋経済新報社 1998
- アラン・ケネディ『株主資本主義の誤算 短期の利益追求が会社を衰退させる』監訳 酒井泰介訳 ダイヤモンド社 2002